# The Hunted (película de 2003)

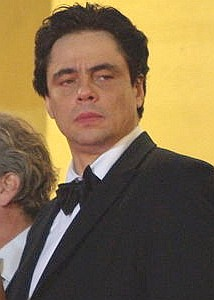
Benicio del Toro

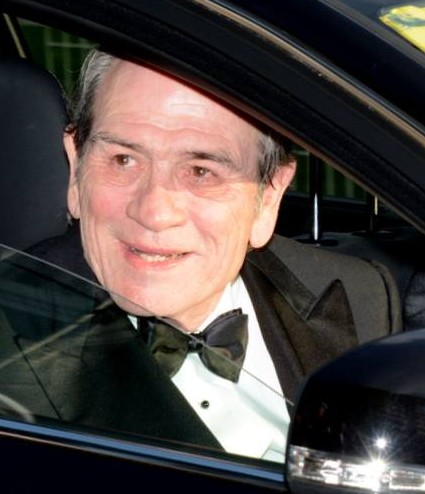
Tommy Lee Jones

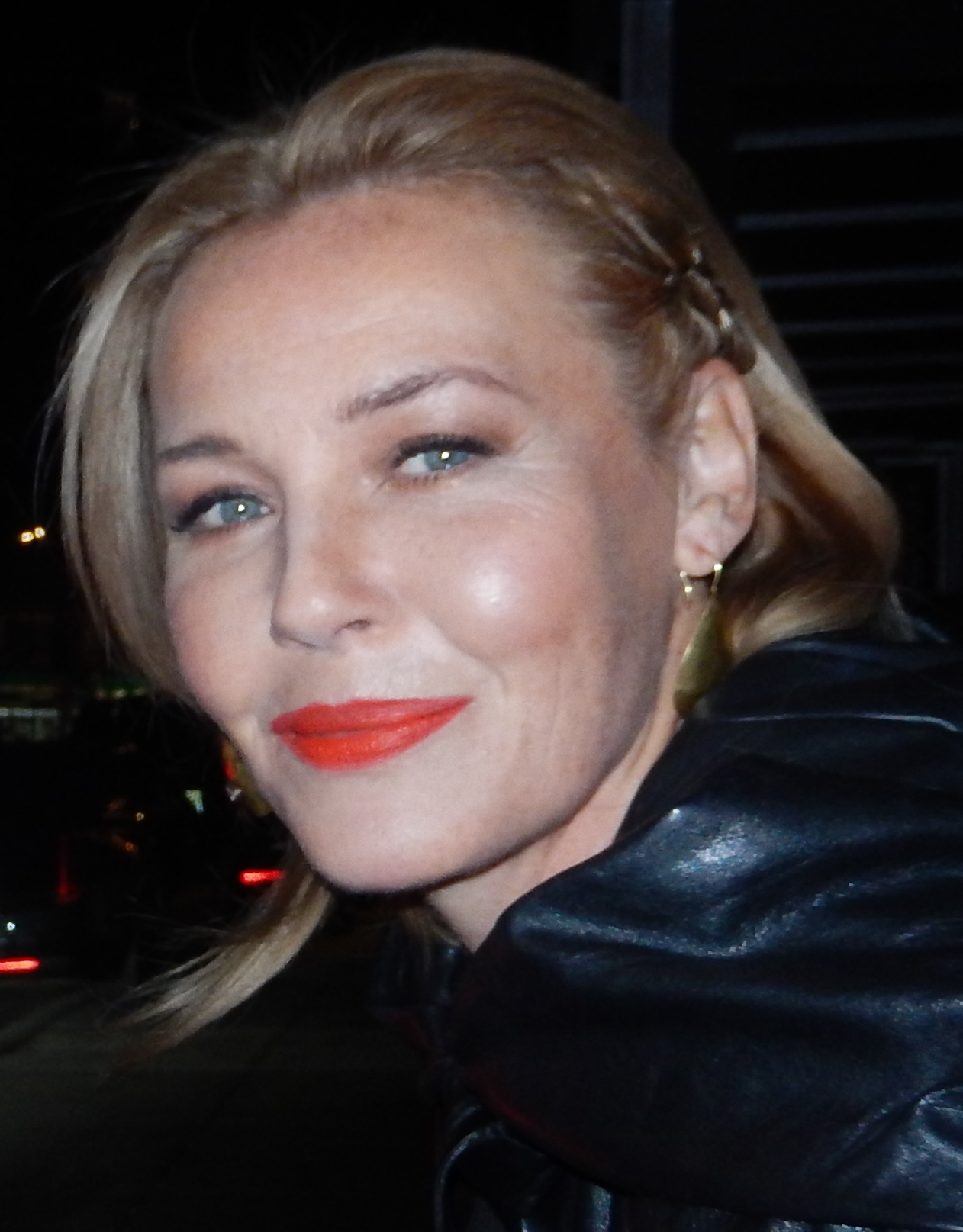
Connie Nielsen

The Hunted es una película estadounidense de 2003, dirigida por William Friedkin y protagonizada por Tommy Lee Jones, Benicio del Toro y Connie Nielsen.

## Argumento
En los bosques de Oregón, cuatro cazadores son asesinados brutalmente. El FBI asigna el caso a la agente especial Abby Durrell (Connie Nielsen), quien a su vez recurre a L.T. Bonham (Tommy Lee Jones). Este pronto descubre que el autor de los crímenes es un ex discípulo suyo, Aaron Hallam (Benicio del Toro), entrenado por él cuando era instructor de Boinas Verdes. Bonham recuerda que Hallam había sido su mejor alumno. 
En un comienzo rechaza la misión, pero pronto se da cuenta de que él es el único que lo puede capturar. Se interna entonces en los bosques, totalmente desarmado, en busca de Hallam. Este, al reconocerlo, comienza a dejarle mensajes que Bonham no responde. Empieza así una cacería con un Bonham atormentado por los recuerdos y las consecuencias de sus enseñanzas, y un Hallam que en realidad está pidiéndole ayuda, ya que está al borde de la locura, por efecto de traumas de guerra. Finalmente se enfrentarán en un combate a muerte.

## Reparto
| Actor               | Personaje       |
| ------------------- | --------------- |
| Tommy Lee Jones     | L.T. Bonham     |
| Benicio del Toro    | Aaron Hallam    |
| Connie Nielsen      | Abby Durrell    |
| Leslie Stefanson    | Irene Kravitz   |
| John Finn           | Ted Chenoweth   |
| José Zúñiga         | Bobby Moret     |
| Ron Canada          | Harry Van Zandt |
| Mark Pellegrino     | Dale Hewitt     |
| Jenna Boyd          | Loretta Kravitz |
| Aaron DeCone        | Stokes          |
| Carrick O'Quinn     | Kohler          |
| Lonny Chapman       | Zander          |
| Rex Linn            | Powell          |
| Eddie Velez         | Richards        |
| Alexander MacKenzie | Sheriff         |

## Producción
La película fue filmada en localizaciones de los estados de Oregón y Washington.
El asesor técnico de la película era Tom Brown, Jr., un experto en supervivencia amante de la naturaleza y el desierto estadounidense. La historia está inspirada en parte por un suceso de la vida real de Brown, a quien le pidieron localizar a un exalumno y sargento de las Fuerzas Especiales que había evadido la captura por las autoridades. Esta historia se cuenta su libro, Case Files of the Tracker (2003).
Al principio de la película Johnny Cash recita el comienzo de la canción «Highway 61 Revisited» de Bob Dylan, y al final de la misma interpreta su propia canción «The Man Comes Around».
El estreno tuvo lugar el 14 de marzo de 2003.

## Recepción
La película obtiene una puntuación media en los portales de información cinematográfica. En IMDb, con 42 329 valoraciones, obtiene una puntuación de 6,1 sobre 10. En FilmAffinity, con 8237 puntuaciones, obtiene una valoración de 5,3 sobre 10. En Rotten Tomatoes obtiene una calificación de "fresco" del 29 % de las 148 críticas profesionales y del 47 % de los 41 241 usuarios que la han valorado.

Hay mucho talento en la pantalla y detrás de la cámara para que The Hunted sea aburrido, pero es predecible y decepcionante, y parece que nos estamos perdiendo alrededor de media hora de escenas que habrían traído algunas profundidades a estos personajes.
Richard Roeper (Ebert & Roeper) 